# Obština Kameno
Obština Kameno (bulharsky Община Камено) je bulharská jednotka územní samosprávy v Burgaské oblasti. Leží ve východním Bulharsku v Burgaské nížině. Sídlem obštiny je město Kameno, kromě něj zahrnuje obština 12 vesnic. Žije zde přes 10 tisíc stálých obyvatel.

## Sídla
Všechna sídla v obštině jsou samosprávná.
| - Černi Vrăch - Kameno (sídlo správy) - Konstantinovo - Krăstina - Livada | - Polski Izvor - Rusokastro - Svoboda - Trăstikovo - Trojanovo | - Vinarsko - Vratica - Željazovo |

## Sousední obštiny
| Růžice kompasu |          | Ajtos          |         | Růžice kompasu |
| Růžice kompasu | Karnobat | Sever          | Burgas  | Růžice kompasu |
| Růžice kompasu | Karnobat | Obština Kameno | Burgas  | Růžice kompasu |
| Růžice kompasu | Karnobat | Jih            | Burgas  | Růžice kompasu |
| Růžice kompasu |          | Sredec         | Sozopol | Růžice kompasu |

## Obyvatelstvo
V obštině žije 10 415 stálých obyvatel a včetně přechodně hlášených obyvatel 12 328. Podle sčítáni 1. února 2011 bylo národnostní složení následující:
- Bulhaři: 7 989 (86.8 %)
- Romové: 654 (7.1 %)
- Turci: 327 (3.6 %)
- ostatní: 230 (2.5 %)